# Veïnat de Can Boixó
El Veïnat de Can Boixó o Can Buixó és una entitat de població del municipi de Riudellots de la Selva, a la comarca catalana de la Selva. En el cens de 2013 tenia 81 habitants.